# بنجامین تایلر هنری
بنجامین تایلر هنری (به انگلیسی: Benjamin Tyler Henry) (زاده؛ ۲۲ مارس ۱۸۲۱ - درگذشت؛ ۸ ژوئن ۱۸۹۸) طراح و مخترع آمریکایی بود. وی مخترع تفنگ اهرمی تکرار کننده هنری بود.